# Relações entre Sérvia e República Srpska

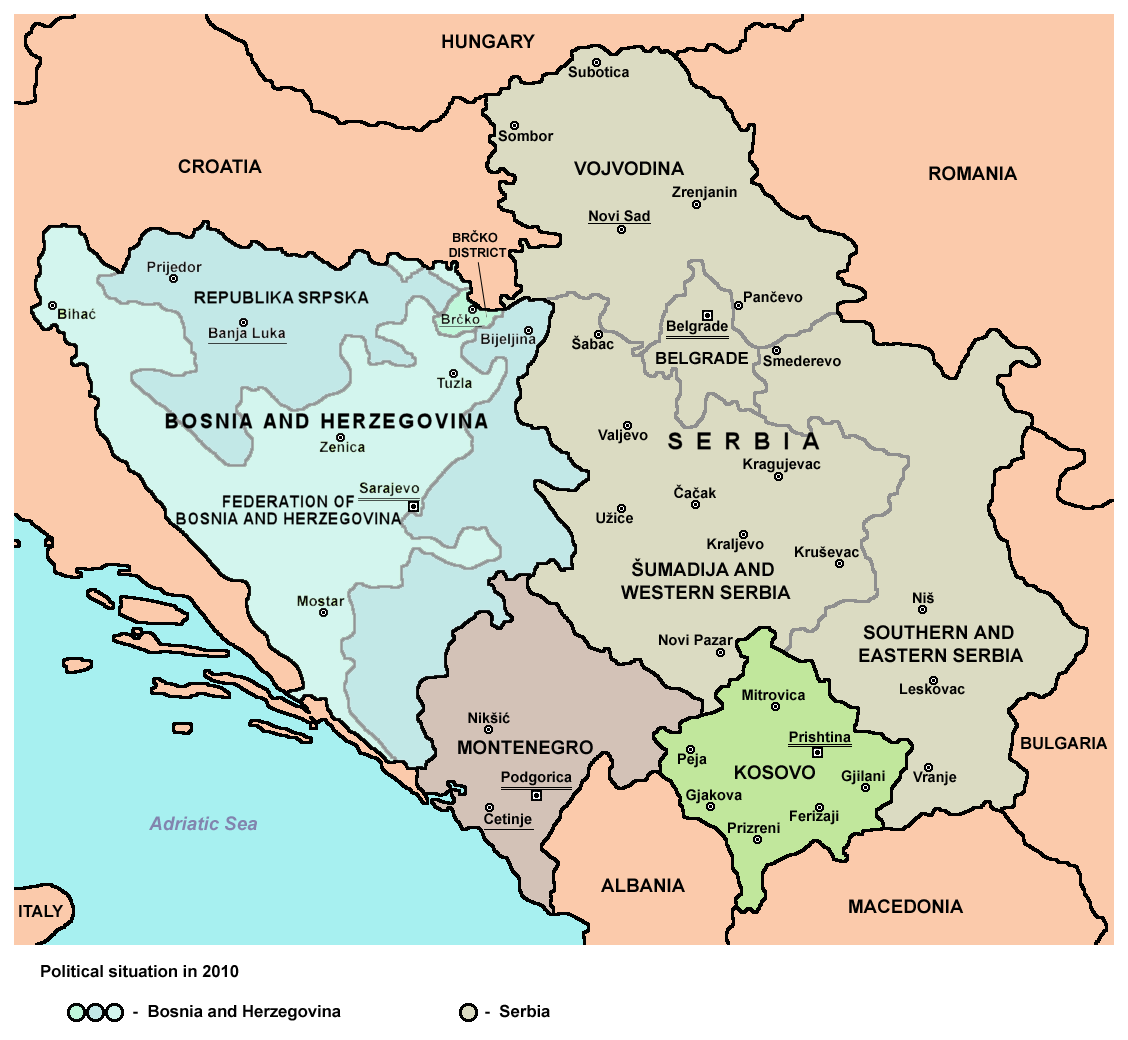
Região central da antiga Iugoslávia, a Republika Srpska é mostrada em rosa

As relações Republika Srpska-Sérvia são relações externas entre a República Sérvia (também chamada de Republika Srpska ou República Srpska), uma das duas entidades da Bósnia e Herzegovina, e a Sérvia . A República Srpska tem escritório de representação em Belgrado e a Sérvia tem consulado-geral em Banja Luka. A Sérvia e a Republika Srpska assinaram um Acordo sobre Relações Paralelas Especiais.
Os primórdios da cooperação formal podem ser atribuídos à Guerra da Bósnia; A República Srpska recebeu apoio da Sérvia, parte da República Federal da Jugoslávia No Acordo de Dayton, o Presidente da República da Federal da Sérvia, Slobodan Milošević representou os interesses dos sérvios da Bósnia devido à ausência do presidente da Republika Srpska Radovan Karadžić.  O Acordo de Dayton garante o direito das entidades da Bósnia e Herzegovina estabelecerem relações paralelas especiais com os países vizinhos, consistentes com a soberania e a integridade territorial da Bósnia e Herzegovina. O Acordo sobre Relações Paralelas Especiais é assinado em 28 de fevereiro de 1997. O acordo foi implementado em 15 de dezembro de 2010. Até agora foi organizado número significativo de reuniões formais e informais entre representantes de dois lados.
Em 26 de julho de 2010, a Ministra das Finanças da Sérvia Diana Dragutinović e sua colega da República Sérvia, Aleksandar Džombić assinaram um Acordo de Cooperação no Setor Financeiro, que continuará a desenvolver relações mútuas no sistema financeiro. Isso reforçará a já boa cooperação entre os dois e ajudará a manter relações paralelas especiais e permitirá a troca de experiências, discutindo também outras seções. Os grupos de trabalho se reunirão pelo menos duas vezes por ano.

## A questão do Kosovo
A República Sérvia apoia a posição da Sérvia na disputa pelo Kosovo. Em 21 de fevereiro de 2008, a Republika Srpska adotou uma resolução através da qual denunciou e se recusou a reconhecer a declaração de independência do Kosovo. Além disso, o parlamento adotou uma resolução afirmando que, no caso de a maioria dos estados da União Européia e da ONU reconhecer a independência do Kosovo, a Republika Srpska citaria a secessão do Kosovo como precedente e passaria a realizar um referendo sobre seu próprio status constitucional na Bósnia e Herzegovina. Finalmente, a resolução instou todos os funcionários da República Srpska a fazerem tudo para impedir que a Bósnia e Herzegovina reconheça a independência declarada do Kosovo. Independentemente da parte da declaração que pede referendo na República Srpska, a posição oficial da Sérvia permaneceu inalterada e continuou a apoiar a soberania e a integridade da Bósnia e Herzegovina.
Em 31 de julho de 2011, o Presidente Milorad Dodik disse que o conceito de um estado multiétnico no Kosovo falhou e que a solução da questão do Kosovo não foi tratada, enfatizando que a Republika Srpska não aceita o Kosovo como um país independente. Dodik disse que "a solução pacífica evidentemente não é  possível [. . . ] Apoiamos Belgrado "em relação à operação policial do Kosovo que tenta controlar as passagens de fronteira localizadas no norte do Kosovo em 25 de julho.